# Xanca menuda del Perú
La xanca menuda del Perú (Grallaricula peruviana) és una espècie d'ocell de la família dels gral·làrids (Grallariidae).

## Hàbitat i distribució
Viu entre la malesa del bosc dels Andes del sud-est de l'Equador i nord-oest del Perú.